# Apostolska nunciatura na Haitiju
Apostolska nunciatura na Haitiju je diplomatsko prestavništvo (veleposlaništvo) Svetega sedeža na Haitiju, ki ima sedež v Port-au-Princu; ustanovljena je bila 17. oktobra 1930.
Trenutni apostolski nuncij je Bernardito C. Auza.

## Seznam apostolskih nuncijev
- Giuseppe Fietta (23. september 1930–20. junij 1936)
- Maurilio Silvani (24. julij 1936–4. november 1946)
- Alfredo Pacini (23. april 1946–23. april 1949)
- Francesco Lardone (21. maj 1949–1953)
- Luigi Raimondi (24. december 1953–15. december 1956)
- Domenico Enrici (30. januar 1958–5. januar 1960)
- Giovanni Ferrofino (8. februar 1960–3. november 1965)
- Marie-Joseph Lemieux (24. september 166–30. maj 1969)
- Luigi Barbarito (11. junij 1969–5. april 1975)
- Luigi Conti (1. avgust 1975–19. november 1983)
- Paolo Romeo (17. december 1983–24. april 1990)
- Giuseppe Leanza (3. julij 1990–4. junij 1991)
- Lorenzo Baldisseri (15. januar 1992–6. april 1995)
- Christophe Pierre (12. julij 1995–10. maj 1999)
- Luigi Bonazzi (19. junij 1999–30. marec 2004)
- Mario Giordana (27. april 2004–2008)
- Bernardito C. Auza (2008–danes)